# 95 км з-иці
95 км з-иці (рос. 95 км ж/д) — селище в Вельському районі Архангельської області Російської Федерації.
Населення становить 13 осіб. Входить до складу муніципального утворення Усть-Вельське муніципальне утворення.

## Історія
Від 1937 року належить до Архангельської області.
Від 2004 року належить до муніципального утворення Усть-Вельське муніципальне утворення.

## Населення
| 2002 | 2010 | 2012 | 2014 |
| ---- | ---- | ---- | ---- |
| 15   | ↘6   | ↘0   | ↗13  |